# Nicolas Caussin
Nicolas Caussin (Troyes, 1583 – Parigi, 1651) è stato un gesuita, scrittore e teologo francese.
Fu confessore personale di re Luigi XIII di Francia. Il suo trattato, La Santa Corte in quattro tomi venne pubblicato nel 1638. Fautore della teoria teologica delle passioni, ne trovò ed analizzò quattro principali: Amore, Desiderio, Rabbia, Invidia e le declinò in tutte le loro possibili varianti. L'intento della sua opera fu quello di istruire su come controllare questi sentimenti.

## Biografia
Nato a Troyes, Caussin entrò nella Società di Gesù nel 1609 e divenne successivamente confessore di Luigi XIII da marzo a dicembre del 1637. Ritenuto un rigoroso direttore spirituale, si oppose con tutto sé stesso, nelle parole del giansenista Antoine Arnauld, "...all'imperfetta contrizione, dovuta al solo terrore dell'inferno (...) motivi per cui non vi sarebbe giustificazione senza l'amor di Dio". Anche se la Catholic Encyclopedia del 1913 ritiene che questo suo rigore non fu la causa della sua caduta in disgrazia, si ha ragione di credere che i suoi rapporti col cardinale Richelieu non furono ad ogni modo idilliaci e per questo egli viene inviato in esilio a Quimper, come riportato più avanti anche da Pascal nella sua opera.
Tornò a Parigi nel 1643 dopo la morte di Richelieu e la sua reputazione lo portò ad essere scelto per rispondere alla critica Théologie morale des Jésuites pubblicata dall'Arnauld, pubblicando in seconda battuta nel 1644 l’Apologie pour les religieux de la Compagnie de Jésus, à la reine régente e la Réponse au libelle intitulé La Théologie morale des Jésuites.
Morì a Parigi nel 1651.

## Opere
- (LA) Nicolas Caussin, Thesaurus graecae poeseos: ex omnibus Graecis poëtis collectus, Parisiis, sumptibus Romani de Bauvais, 1612.
- (LA) Nicolas Caussin, De Symbolica Aegyptiorum sapientia. Electorum symbolorum et parabolarum historicarum syntagmata, Parisiis, sumptibus Romani de Beauvais bibliopolae Rothomagensis, 1618.
- (LA) Nicolas Caussin, Polyhistor symbolicus, electorum symbolorum et parabolarum historicarum stromata, XII. libris complectens, Parisiis, sumptibus Romani de Beauuais, 1618.
- (LA) Nicolas Caussin, Tragœdiae sacrae, Parisiis, apud Sebastianum Cramoisy, 1620.
- (LA)  Nicolas Caussin, De Eloquentia sacra et humana (16 volumi), 1623.
- (FR)  Nicolas Caussin, La Cour saincte, 1638.
- (FR) Nicolas Caussin, Apologie pour les religieux de la Compagnie de Jésus, à la reine régente, Paris, 1644.
- (FR) Nicolas Caussin, Réponse au libelle intitulé La Théologie morale des Jésuites, Paris, 1644.